# Berlaar
Berlaar (nederländskt uttal: [ˈbɛrlaːr]) är en kommun i provinsen Antwerpen i regionen Flandern i Belgien. Kommunen har cirka 11 656 invånare (2020).